# Giordano Galli
Giordano Galli Gibertini (Modena, 31 dicembre 1952) è un ex calciatore italiano, di ruolo attaccante.

## Carriera
Debutta in Serie B a 16 anni nelle file del Modena restandovi per due stagioni cadette. Nel novembre 1972 viene ceduto in prestito al Sorrento in Serie C, mentre l'anno successivo, dopo essere rientrato al Modena, nel mese di novembre viene ceduto al Catanzaro in Serie B.
Tra il 1974 ed il 1976 gioca nel Novara nel campionato cadetto, prima di passare nell'ottobre 1976 all'Anconitana, dove milita per due anni in Serie C.
Nel 1978 si trasferisce al Taranto, dove disputa le sue due ultime annate in seconda serie.
In carriera ha totalizzato 110 presenze e 17 reti in Serie B.